# Die Unbezwingbaren
Die Unbezwingbaren ist ein US-amerikanisches Filmdrama, das Elia Kazan im Jahr 1963 inszenierte. Das Drehbuch, das Kazan selber schrieb, basiert auf seinem eigenen Roman Amerika, Amerika (Originaltitel: America America).
In Deutschland erfuhr der Film seine Kino-Premiere am 30. Oktober 1964, wobei eine um fast 60 Minuten gekürzte Fassung gezeigt wurde. Das ZDF strahlte am 21. November 1984 eine Neufassung in der Originallänge aus, der Kulturkanal Arte am 22. Februar 1993 eine deutsch untertitelte Originalfassung unter dem Titel Amerika, Amerika – Die Unbezwingbaren.

## Handlung
Stavros Topouzoglou, ein junger Grieche, will 1896 in die USA auswandern, weil sein bester Freund beim Protest gegen türkische Unterdrückung ermordet worden ist. Um seine Überfahrt bezahlen zu können, reist Stavros nach Konstantinopel, um dort bei seinem Cousin Odysseus im Teppichhandel zu arbeiten. Seine Eltern Isaak und Vasso, die ihn später besuchen wollen, geben ihm mit, was sie entbehren können.
Auf seiner Reise lernt Stavros den Türken Abdul kennen, der ihn hintergeht und bestiehlt. Stavros rächt sich und tötet Abdul, erreicht aber seinen Cousin ohne Geld. Odysseus fordert ihn auf, eine reiche Frau zu heiraten, um zu Geld zu kommen. Doch Stavros lehnt ab, um seine Emigration nach Amerika nicht aufs Spiel zu setzen. Stattdessen wird er Mitglied in einer Widerstandsgruppe und wird bei einer Aktion schwer verletzt.
Nach der Heilung seiner Wunden denkt er an den Rat seines Cousins und freundet sich mit Domna Sinnikoglou, der Tochter eines Teppichgroßhändlers, an. An eine Hochzeit mit der häuslichen Domna ist aber nicht zu denken. Ihr Vater bietet ihm eine kleine Aussteuer an, die gerade für die Schiffspassage reicht. Einen Tag bevor das Schiff ablegt, lernt Stavros Sophia kennen, die Frau des amerikanischen Teppichkäufers Aratoon Kebabian. Auf dem Schiff beginnen sie eine Affäre, doch Kebabian kommt dahinter und droht, Stavros in die Türkei deportieren zu lassen. Stavros versteckt sich daraufhin vor den Schiffsoffizieren, seine Angst vor einer Deportation bringt ihn nahe an einen Nervenzusammenbruch. Er trifft auf den armenischen Jungen Hohannes Gardashian, der sich als Schuhputzer auf dem Schiff betätigt, um nach New York zu kommen. Stavros glaubt, keine Chance zu haben, unerkannt von Bord zu kommen. Hohannes, an Tuberkulose ernsthaft erkrankt und schon im Sterben liegend, erlaubt Stavros, seinen Namen zu benutzen und springt über Bord. Stavros erreicht sein Ziel Amerika und beginnt Geld anzusparen.

## Kritiken
„Kazan verarbeitet autobiografische Erfahrungen und Motive aus der Lebensgeschichte seines Onkels zu einem äußerst einfühlsamen, detailreichen und engagierten Film über die Verlockungen des mythischen Amerika, in dem sich die Wünsche und Utopien der Europäer verkörpern, die gleichwohl den Neuanfang mit schweren Verlusten erkaufen müssen.“

„Elia Kazan verfilmte in epischen Bildern kraftvoll die Lebensgeschichte seines griechischen Onkels. Vergeblich hoffte er darauf, seinen Hauptdarsteller Giallelis ähnlich berühmt zu machen, wie es ihm acht Jahre zuvor in ‘Jenseits von Eden’ mit James Dean gelungen war. Fazit: Epische Hymne an den amerikanischen Traum“

„Die sehr zwiespältige Erscheinung des Helden, dessen Weg über Mord, Korruption, Diebstahl und Ehebruch führt, ist zwar kühl und distanziert, jedoch unkritisch und nicht ohne Sympathie geschildert. Der fotografisch reizvolle Bildstil verdichtet die episodenhafte Erzählung nicht zu künstlerischer Geschlossenheit. Nur für kritische Betrachter eine anregende Unterhaltung.“

## Auszeichnungen
Preise
- Oscarverleihung 1964
  - Oscar in der Kategorie Beste Ausstattung (sw) an Gene Callahan
- Golden Globe 1964
  - Golden Globe in der Kategorie Beste Regie an Elia Kazan
  - Golden Globe in der Kategorie Bester Nachwuchsdarsteller an Stathis Gialletis
- Internationales Filmfestival von San Sebastián 1964
  - Goldene Muschel (Concha d’Oro) an Elia Kazan
- National Film Preservation Board
  - 2001 Aufnahme ins National Film Registry

Nominierungen
- Oscarverleihung 1964
  - Nominierung in der Kategorie Bester Film
  - Nominierung in der Kategorie Beste Regie für Elia Kazan
  - Nominierung in der Kategorie Bestes Originaldrehbuch für Elia Kazan
- Golden Globe 1964
  - Nominierung in der Kategorie Bester Film – Drama
  - Nominierung in der Kategorie Bester Hauptdarsteller – Drama für Stathis Gialletis
  - Nominierung in der Kategorie Beste Nebendarstellerin für Linda Marsh
  - Nominierungen in der Kategorie Bester Nebendarsteller für Gregory Rozakis und Paul Mann
  - Nominierung für den Sonderpreis als Bester Film für die Völkerverständigung
- Directors Guild of America Award 1964
  - Nominierung für den DGA Award für Elia Kazan
- Writers Guild of America Award 1964
  - Nominierung für den WGA Award für Elia Kazan

## Hintergrund
Der Film, der von Warner Bros. mitproduziert wurde, wurde in Athen gedreht. Am 23. November 1964 wurde dem Film von der Filmbewertungsstelle Wiesbaden das Prädikat Besonders wertvoll verliehen.
Frank Wolff war ein vielbeschäftigter Darsteller in europäischen Produktionen, in erster Linie Italo-Western. Bekannt wurde er als Farmer McBain in Sergio Leones Spiel mir das Lied vom Tod. Lou Antonio, der auch als Regisseur arbeitete, spielte hier in seinem zweiten Kinofilm mit. Für Linda Marsh war es das Debüt in einem Kinofilm.